# Живі президенти України

Прапор президента України

У цій статті наводиться перелік живих президентів України від вступу на посаду першого президента Леоніда Кравчука в 1991 році та до сьогодення. Нижче наведена таблиця містить усіх осіб, які обиралися на цю посаду. Особи, які служили виконувачем обов'язків президента України до списку не входять. На цей момент, окрім чинного президента, Володимира Зеленського, є четверо живих колишніх президентів: Леонід Кучма, Віктор Ющенко, Віктор Янукович та Петро Порошенко.

## Поточні живі президенти
Станом на червень 2025 живі п'ятеро президентів України (від найстаріших до наймолодших):

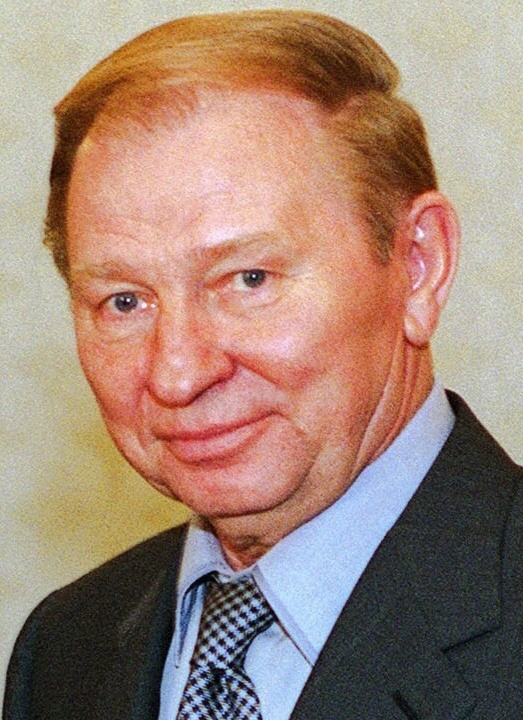
Леонід Кучма (1994–2005) Народився 9 серпня 1938 (Вік: 86 років, 323 дні)
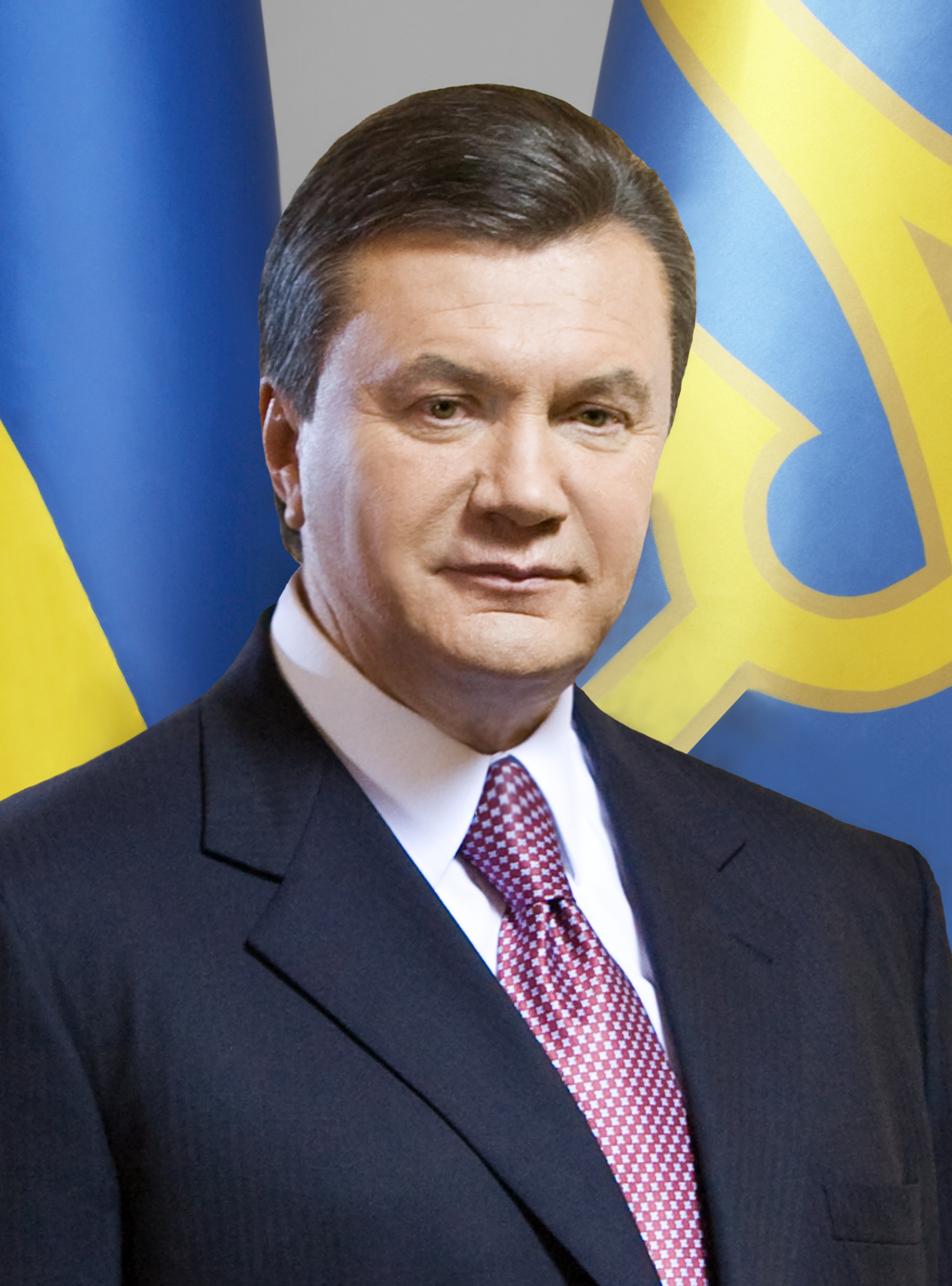
Віктор Янукович (2010–2014) Народився 9 липня 1950 (Вік: 74 роки, 354 дні)
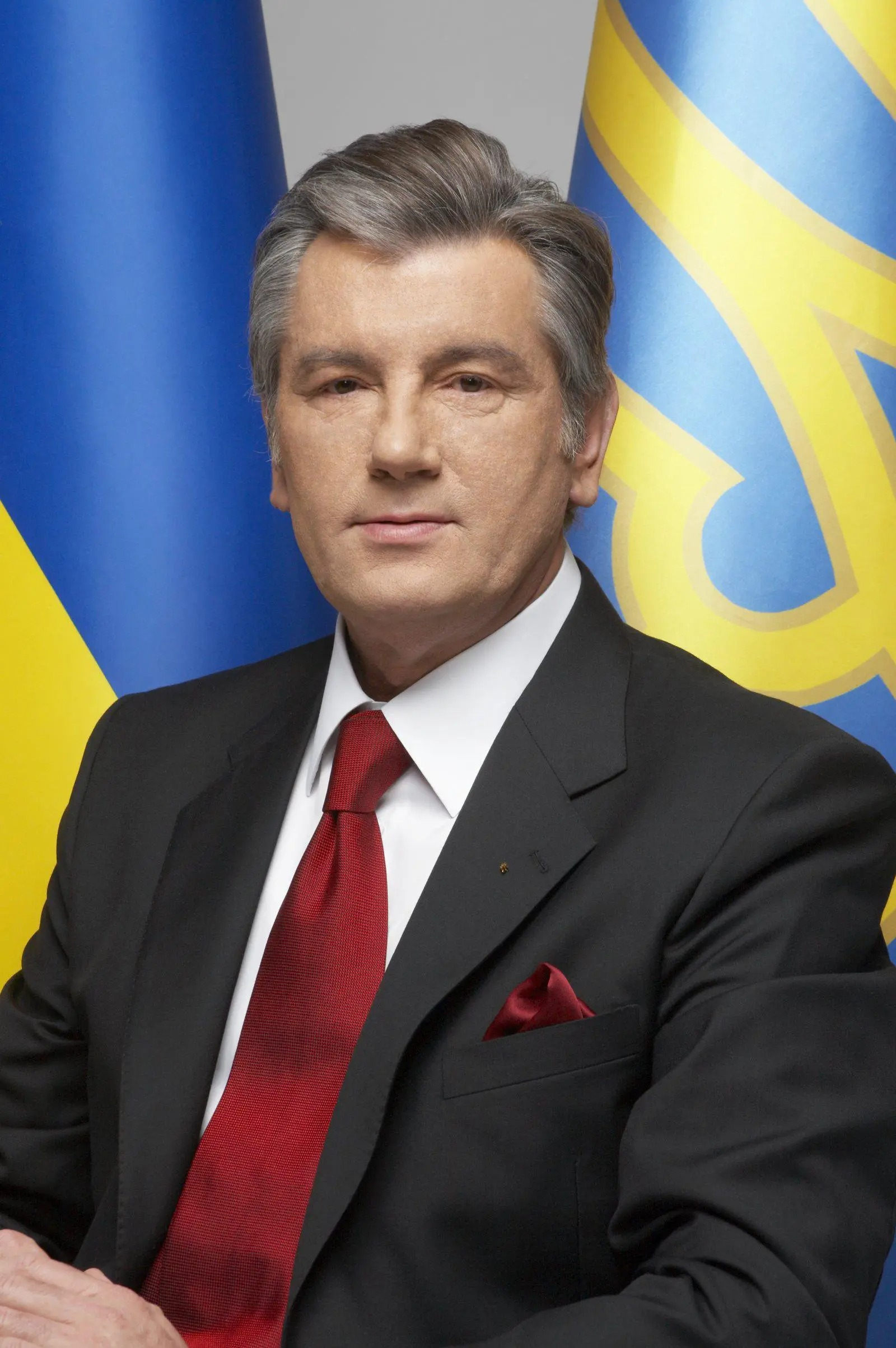
Віктор Ющенко (2005–2010) Народився 23 лютого 1954 (Вік: 71 рік, 125 днів)
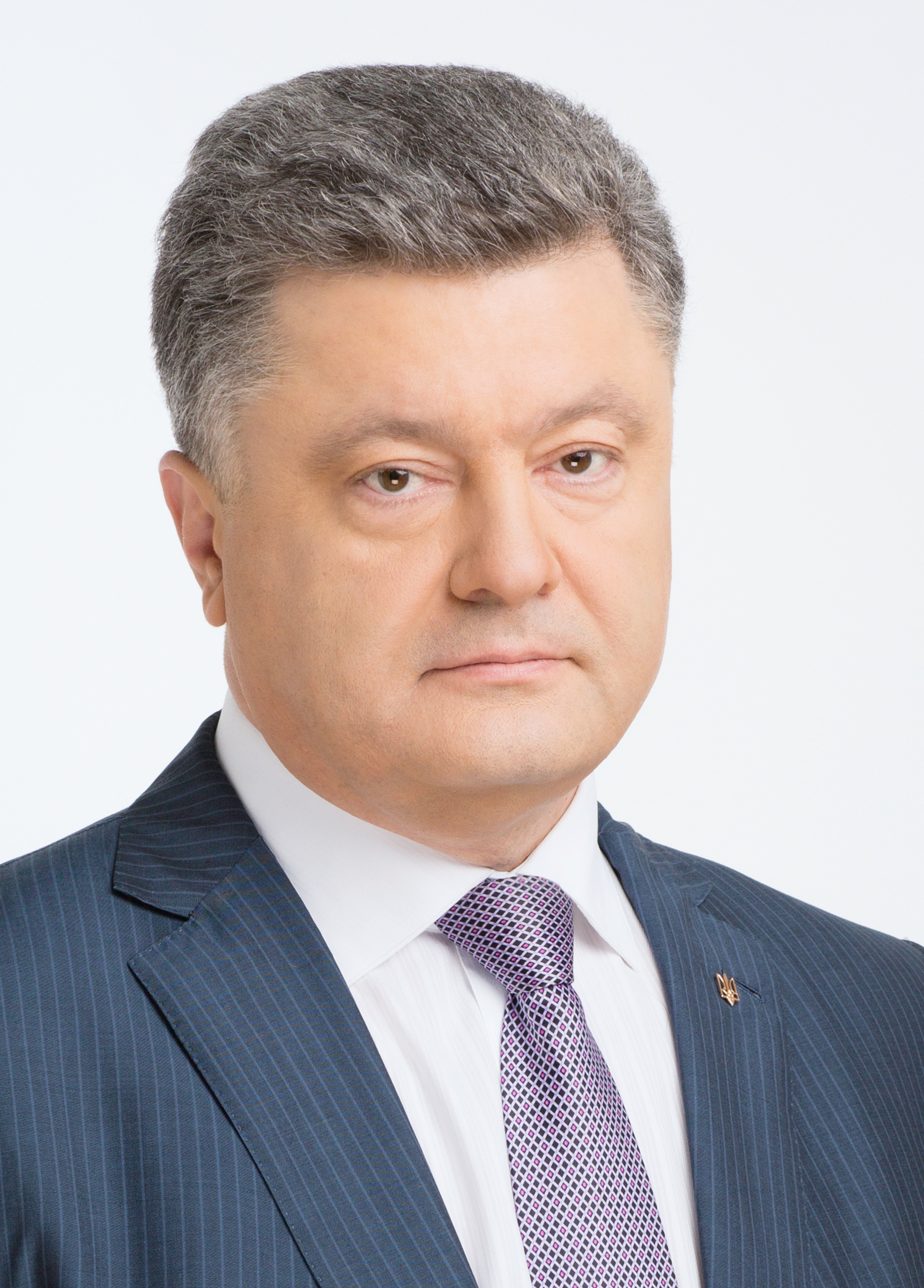
Петро Порошенко (2014–2019) Народився 26 вересня 1965 (Вік: 59 років, 275 днів)
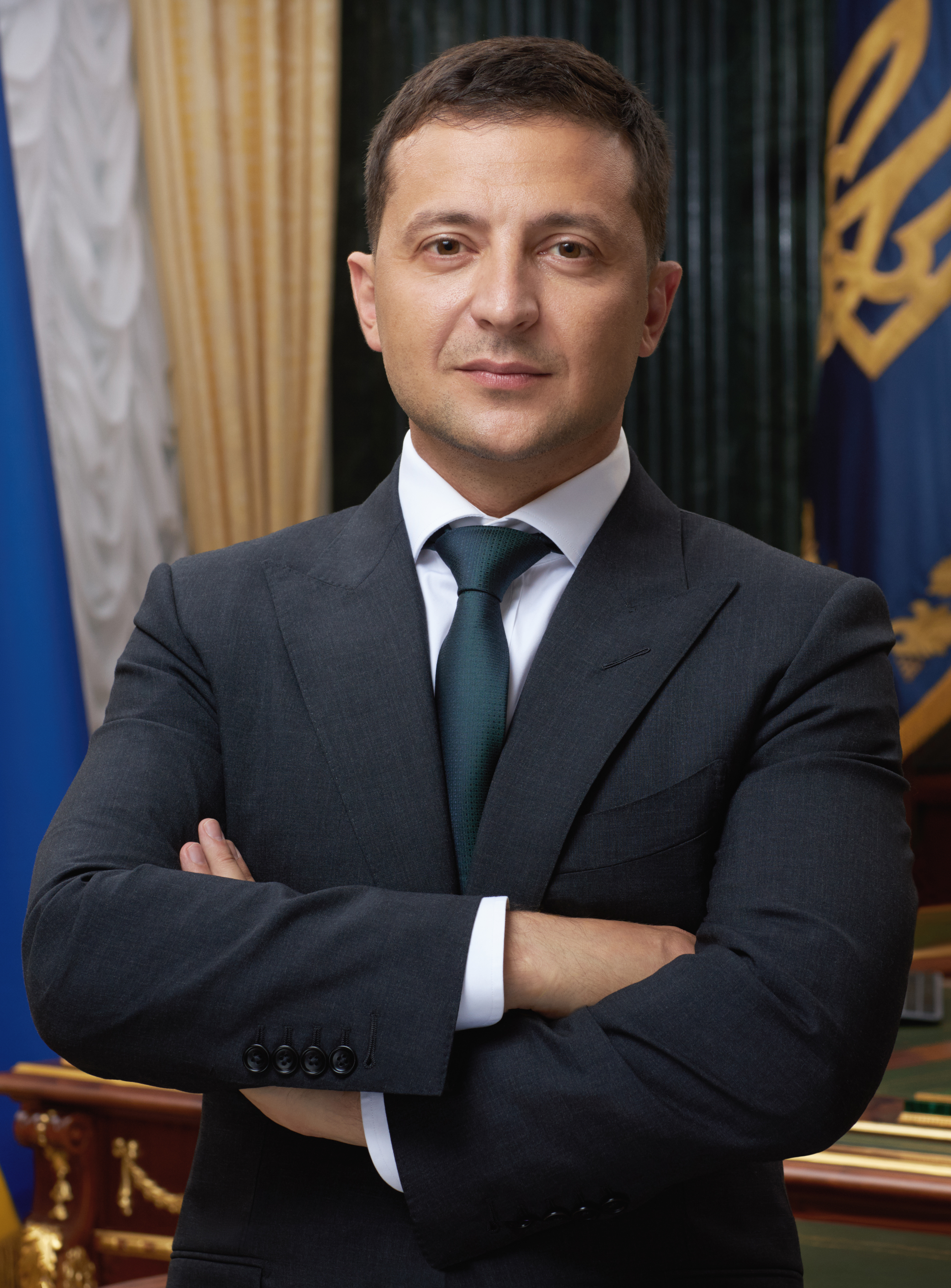
Володимир Зеленський (з 2019 року) Народився 25 січня 1978 (Вік: 47 років, 154 дні)

## Хронологія
| Кількість живих президентів кожного моменту історії України                                          | Кількість живих президентів кожного моменту історії України | Кількість живих президентів кожного моменту історії України | Кількість живих президентів кожного моменту історії України |
| Початок і кінець подій                                                                               | Кількість живих/імена                                       | Кількість живих/імена                                       | Проміжок часу                                               |
| --- | ----------------------------------------------------------- | ----------------------------------------------------------- | ----------------------------------------------------------- |
| Від: 5 грудня 1991 Інавгурація Леоніда Кравчука До: 19 липня 1994 Інавгурація Леоніда Кучми          | 1                                                           | Кравчук                                                     | 2 роки, 227 днів                                            |
| Від: 19 липня 1994 Інавгурація Леоніда Кучми До: 23 січня 2005 Інавгурація Віктора Ющенка            | 2                                                           | Кучма Кравчук                                               | 10 років, 189 днів                                          |
| Від: 23 січня 2005 Інавгурація Віктора Ющенка До: 25 лютого 2010 Інавгурація Віктора Януковича       | 3                                                           | Ющенко Кучма Кравчук                                        | 5 років, 34 дні                                             |
| Від: 25 лютого 2010 Інавгурація Віктора Януковича До: 7 червня 2014 Інавгурація Петра Порошенка      | 4                                                           | Янукович Ющенко Кучма Кравчук                               | 4 роки, 103 дні                                             |
| Від: 7 червня 2014 Інавгурація Петра Порошенка До: 20 травня 2019 Інавгурація Володимира Зеленського | 5                                                           | Порошенко Янукович Ющенко Кучма Кравчук                     | 4 роки, 348 днів                                            |
| Від: 20 травня 2019 Інавгурація Володимира Зеленського До: 10 травня 2022 Смерть Леоніда Кравчука    | 6                                                           | Зеленський Порошенко Янукович Ющенко Кучма Кравчук          | 2 роки, 356 днів                                            |
| Від: 10 травня 2022 Смерть Леоніда Кравчука До: (теперішній час)                                     | 5                                                           | Зеленський Порошенко Янукович Ющенко Кучма                  | 3 роки, 49 днів                                             |
| Початок і кінець подій                                                                               | Кількість живих/імена                                       | Кількість живих/імена                                       | Проміжок часу                                               |
| Джерела                                                                                              |                                                             |                                                             |                                                             |

## Більшість і меншість живих президентів
Був лише один період часу, коли чинний президент був єдиним живим президентом:
- 5 грудня 1991 по 19 липня 1994 року — Леонід Кравчук, який, як перший президент, не мав попередників.

Один період з шістьма живими президентами (тобто чинним та п'ятьма колишніми президентами):
- 20 травня 2019 по 10 травня 2022 року — Володимир Зеленський, Петро Порошенко, Віктор Янукович, Віктор Ющенко, Леонід Кучма, Леонід Кравчук.

Зокрема, лише Леонід Кравчук був єдиним живим президентом України, і одним із шести живих президентів.